# Гэллоп, Аннабел Те
Аннабел Те Гэллоп (англ. Annabel Teh Gallop; род. 5 августа 1961, Уинчестер (Англия)) — английский востоковед, исследовательница малайских и индонезийских манускриптов.

## Краткая биография
Родилась от смешанного брака (отец — англичанин, мать — китаянка). До 1965 г. жила в Сингапуре, затем в Брунее, куда переехала семья. Здесь в 1966 г. пошла в школу при монастыре Св. Анджелы (г. Сериа), в 1972—1974 гг. училась в английской школе Суфри Болкиаха в Тутонге. Затем было ученичество в Англии: в 1975—1975 гг. — в колледже Уодхерст (Суссекс), в 1976—1878 гг. — в школе Грэнбрук (Кент). В 1982 г. окончила математический факультет Бристольского университета, в 1985 г. — магистратуру в Школе восточных и африканских исследований Лондонского университета по профилю «малайско-индонезийские исследования» (диссертация "Труды С. Рукии Кертапати) и там же в 2002 — аспирантуру (диссертация «Малайские печати: изучение исламской эпиграфики Юго-Восточной Азии) (ЮВА)».
Трудовую карьеру начала в 1983 г. в Брунее, где оставалась её семья, редактором английской редакции Радио и Телевидения Брунея. В 1985—1986 г. работала старшим редактором в отделе вещания на индонезийском и малайском языках Би-би-си. С 1986 г. её работа связана с Британским музеем, где она первоначально была куратором отдела островной части ЮВА, а с 2002 г. стала возглавлять отдел Юго-Восточной Азии.

## Научная деятельность
Предметом научных интересов Аннабел является изучение хранящихся в Британском музее малайских и индонезийских манускриптов и эпиграфики, главным образом печатей малайских правителей, а также индонезийского искусства. На её счету свыше десяти книг и более 50 статей по данной тематике в различных журналах в Англии, Малайзии и Индонезии. Долгое время входила также в состав редколлегии журнала «Индонезия и малайский мир» (Indonesia and the Malay World) и была членом комитета британской Ассоциации изучения Юго-Восточной Азии (ASEASUK).

## Награды
- Награда в области культуры правительства Индонезии (2017)[3]
- Орден Darjah Setia DiRaja и титул «Датук» султана Кедаха (2014)[4].

## Семья
- Отец Кристофер Хью Гэллоп (1931—2018) — известный писатель-ориенталист, живший на Востоке в 1957—2005 гг. (Сингапур, Бруней, Малайзия). Автор неоднократно переиздававшихся книг: «Pengembara: A Road Less Travelled» (1997) и «Wanderer in Brunei Darussalam» (2005)[5]
- Мать — китаянка Те Сиок Лей (Teh Siok Lay), гражданка Сингапура, учительница (в браке с 1959 г.)
- Две сестры Cинди и Мелани

## Основные публикации[6]
- Golden letters: writing traditions of Indonesia. Surat emas: budaya tulis di Indonesia. London: British Library; Jakarta: Yayasan Lontar, 1991(совместно с Bernard Arps)
- The legacy of the Malay letter. Warisan warkah Melayu. With an essay by E. Ulrich Kratz. London: British Library 1991 (переиздание Kuala Lumpur: National Archives of Malaysia, 1994).
- Early views of Indonesia. Pemandangan Indonesia di masa lampau. London: The British Library, 1994 (переиздание Honolulu: University of Hawai’i Press, 1995).
- Malay seal inscriptions: a study in Islamic epigraphy from Southeast Asia. [Ph.D.thesis]. London: School of Oriental and African Studies, University of London, 2002
- Centennial issue in honour of Nigel Phillips. Edited by Annabel Teh Gallop // «Indonesia and the Malay World», 34 (100), November 2006.
- Lasting impressions: seals from the Islamic world. London: British Library, 2006 (переиздание Kuala Lumpur: Islamic Arts Museum Malaysia, 2012) (совместно с Venetia Porter)
- A cabinet of Oriental curiosities: an album for Graham Shaw from his colleagues. Edited by Annabel Teh Gallop. London: The British Library, 2006.
- Indonesian manuscripts in Great Britain: a catalogue of manuscripts in Indonesian languages in British public collections. London: British Library, 2012 (исправленное и дополненное издание Jakarta: Ecole Française d’Extrême-Orient, Perpustakaan Nasional Republik Indonesia, Yayasan Pustaka Obor Indonesia, 2014.
- From Anatolia to Aceh: Ottomans,Turks and Southeast Asia. Oxford: Oxford University Press, 2014 (совместно с M.C.Ricklefs, P.Voorhoeve)
- A Jawi Sourcebook for the Study of Malay Palaeography and Orthography // «Indonesia and the Malay World». Special issue in honour of E.U. Kratz March 2015, 43 (125)
- Malay seals from the Islamic world of Southeast Asia: Content, Form, Context, Catalogue. Singapore: NUS Press in association with the British Library, 2019 (каталог).